# Idelette de Bure

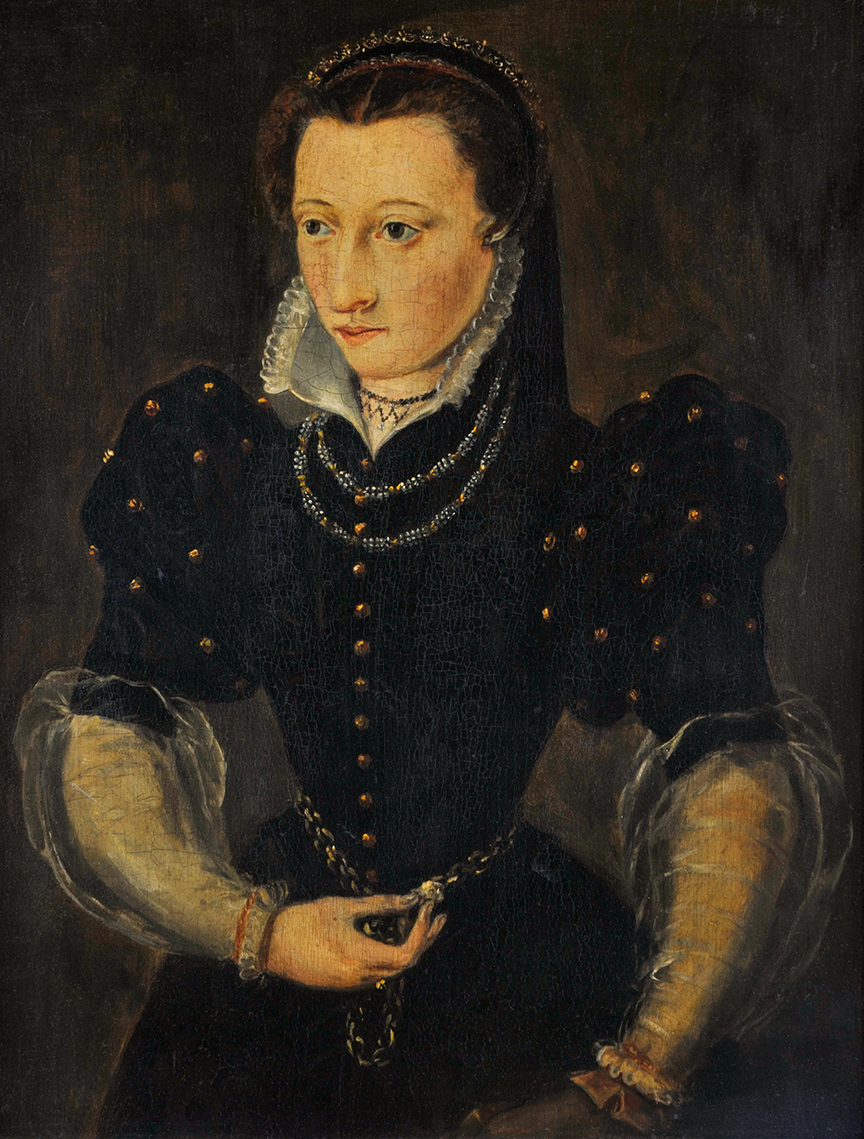
Idelette Calvin

Idelette de Bure (geboren zwischen 1505 und 1509 in Lüttich; gestorben am 29. März 1549 in Genf) war die Frau des Genfer Reformators Johannes Calvin.

## Leben
Idelette de Bure war die Tochter des Lütticher Kaufmanns Lambert de Bure und dessen Frau Isabelle, geborene Jamaer. Die flämische Familie bekannte sich bereits um 1520 zu den Lehren Martin Luthers, wurde aber gezwungen, diesen wieder abzuschwören.
Idelette heiratete 1525 den Täufer Jean Stordeur (≈1510–1540) in Sainte-Veronique. Mit ihm hatte sie die Tochter Judith sowie den Sohn Charles. Die Familie wurde 1533 aus Lüttich verbannt, ebenso wie Idelettes Bruder Lambert de Bure. Die Flüchtlinge kamen zuerst nach Basel sowie anschließend nach Genf, wurden dort aber im Frühjahr 1538 aufgrund der täuferischen Überzeugung ausgewiesen. In Straßburg kamen die Stordeurs in die französische Flüchtlingsgemeinde, die ab 1538 durch den ebenfalls aus Genf ausgewiesenen Johannes Calvin betreut wurde. Dieser überzeugte schließlich die Stordeurs um 1539, dass die Anabaptisten einer Irrlehre anhingen. Jean Stordeur starb im Frühjahr 1540 während einer Pestepidemie.
Johannes Calvin war unterdessen auf der Suche nach einer geeigneten Ehefrau und stand diesbezüglich im Kontakt mit zahlreichen Kollegen. Martin Bucer vermittelte ihm die junge Witwe Stordeur, die er am 10. August 1540 tatsächlich heiratete, und sie wohnten gut ein Jahr in einem Haus in der Rue du Bouclier. Am 13. September 1541 reiste ihr Mann wieder nach Genf ab, seine Frau kam mit der Tochter Judith aus erster Ehe etwas später nach. Der ältere Sohn blieb in Straßburg, weil er stärker den Täufern zugeneigt war.
Ab 1541 lebte die Familie wieder in Genf in der Rue des Chanoines. Der im Juli 1542 zu früh geborene Sohn Jacques (bzw. Jakob) starb nach kurzer Zeit. Weitere Kinder wurden tot geboren, wie etwa eine Tochter 1544. Im Jahr 1545 erkrankte Idelette während einer Pestepidemie schwer, erholte sich aber wieder.
Es sind nur wenige Berichte durch Johannes Calvin bekannt, die Aufschluss über seine Frau Idelette geben. Nach seinen Aussagen habe sie ihn während seiner Krankheiten aufopfernd gepflegt und ihm niemals Hindernisse in den Weg gelegt; sie sei die beste Weggefährtin seines Lebens gewesen. Ferner kümmerte sie sich viel um Glaubensflüchtlinge und Kranke.
Sie erkrankte im Herbst 1548 erneut schwer, und sie wurde vom Arzt Benedict Textor betreut, trotzdem starb sie im darauffolgenden Frühjahr.